# Logički turnir Zagorje Open
Zagorje Open je jedan od tri hrvatska turnira u rješavanju logičkih zagonetaka. Ime je dobio po području na kojem se turnir održava, a to je je jedna od lokacija u Hrvatskom zagorju. Turnir se održava u kolovozu ili rujnu svake godine počevši od 2004. kao zadnja provjera prije svjetskog prvenstva u rješavanju logičkih zagonetki. Glavni organizator turnira je hrvatski logičar Alfredo Ivankov (Turniri 2004. – 2007.), te Andrej Ivankov (Turniri 2008. i 2009.). 

## Zagorje Open 2004.
Prvi Zagorje Open održan je 2004. godine kao trening hrvatske reprezentacije za WPC 2004. Na turniru su prisustvovali svi reprezentativci, njihove zamjene i par logičara koji su se htjeli okušati na turniru.
Ovo je zapravo bio neslužbeni turnir koji je započeo cijeli niz logičkih turnira koji su pokrenuti da reprezentativci, ali i svi ostali rješavači logičkih zagonetki istreniraju vještinu rješavanja logičkih zagonetki tako da i oni jednom postanu hrvatski reprezentativci. 

## Zagorje Open 2005.
Drugi po redu Zagorje Open održan je u Tuheljskim Toplicama od 26. do 28. kolovoza 2005. Ovo je bio prvi međunarodni turnir u rješavanju logičkih zagonetaka održan na području republike Hrvatske. Na turniru je sudjelovalo 20 natjecatelja, od kojih je šesnaest bilo iz Hrvatske, tri iz Bosne i Hercegovine, te jedan natjecatelj iz Srbije.
Ovaj turnir je bio poseban i po tome jer je po prvi put održano timsko natjecanju i to između Crvenih i Žutih koji su odmjerili svoje snage, ne samo u rješavanju logičkih zagonetki, već i u ostalim disciplinama - kartanju, odbojci i stolnom tenisu. 
Prvak drugog Zagorja Opena je Goran Vodopija koji je u finalu riješio svih šest zadataka, drugo mjesto je zauzeo Dalibor Grđan koji je riješio 4 zadatka u finalu, a treće mjesto je osvojila Zrinka Kokot koja je riješila 3 finalna zadatka.
Ekipnu titulu je odnijela momčad Crvenih.
Kompletne rezultate logičkog dijela natjecanja možete skinuti ovdje  Arhivirana inačica izvorne stranice od 17. ožujka 2021. (Wayback Machine) (rezultati su u Excel datoteci veličine 20 kB)

## Zagorje Open 2006.
Kao i prethodna dva, i ovo Zagorje Open održano je u Tuheljskim Toplicama, a počelo je u petak, 25. kolovoza, te je trajalo do nedjelje, 27. kolovoza. Kao i na Zagorju Open 2005, i na ovom Zagorju Open sudionici turnira su se takmičili u rješavanju logičkih aktivnosti, ali i u ostalim zanimljivim disciplinama.
Na glavnom dijelu turnira bilo je 18 natjecatelja podijeljenih u 3 ekipe (Žuti, Crveni i Plavi). 
Glavni dio turnira sastojao se od rješavanja logičkih zadataka pojedinačno i timski u subotu i nedjelju, te odbojke kao timski zadatak u subotu poslijepodne. Šestoro najbolje plasiranih natjecatelja u rješavanju logičkih zagonetaka plasiralo se u finale u nedjelju.
U finalu, najbolji rješavač glavnog dijela, Goran Vodopija, očekivano je obranio naslov prvaka od prošle godine, te osvojio prvo mjesto i ove godine. Drugo mjesto i najveće iznenađenje napravio je Andrej Ivankov, koji je ušao u finale kao šestoplasirani, da bi na kraju završio kao viceprvak Zagorja Open. Treće mjesto ostvario je Dalibor Grđan, četvrto mjesto je pripalo Sandi Reić-Tomaš, peto mjesto je zauzeo reprezentativac Srbije Dragan Tolomanoski, a šesto mjesto u finalu zauzela je Zrinka Kokot.

## Zagorje Open 2007.
Četvrti po redu Zagorje Open održao se od 7. do 9. rujna 2007. u termama "Jezerčica" koje su smještene u Donjoj Stubici.
Prvi dan, petak, obilježio je dolazak 33 sudionika od kojih je 18 sudjelovalo u rješavanju logičkih zagonetki i ostalim disciplinama, a preostalih 15 sudionika je sudjelovalo samo u ostalim disciplinama. 
Titulu pobjednika Zagorja Opena ponovno je uspješno obranio Goran Vodopija, drugo mjesto je zauzela Sanda Reić Tomaš, a treće mjesto je osvojila Zrinka Kokot. 
Najbolja ekipa u nevjerojatno uzbudljivoj borbi na kraju je postala ekipa Crvenih koji su tako preuzeli titulu od lanjskih pobjednika - Žutih.

## Zagorje Open 2008.
Podaci nisu dostupni.

## Zagorje Open 2009.
Na šestom po redu Zagorje Openu, sudjelovalo je 17 natjecatelja iz 3 države - Hrvatske, Bugarske i Srbije.